# Microtis eremaea
Microtis eremaea är en orkidéart som beskrevs av Robert J. Bates. Microtis eremaea ingår i släktet Microtis och familjen orkidéer. Inga underarter finns listade i Catalogue of Life.